# Esther Steindl
Esther Steindl (* 10. Februar 1991) ist eine ehemalige österreichische Skispringerin.

## Werdegang
Steindl, die für den HSV Absam Bergisel startet, gab ihr internationales Debüt mit 15 Jahren im Rahmen des Skisprung-Continental-Cup in Toblach. Als 33. landete sie dabei nur knapp hinter den Punkterängen. Bei zwei Sommerspringen im August 2006 in Klingenthal und Pöhla verpasste sie eine gute Platzierung deutlich. In ihrem ersten Springen in der Saison 2006/07 gelang ihr in Villach mit Rang 30 der erste Punktegewinn. Auch bei beiden Springen in Toblach war sie erfolgreich. Nachdem sie auch in Ljubno im Februar noch einmal Punkte gewann, landete sie nach eher enttäuschenden Ergebnissen zum Saisonende am Ende auf dem 57. Platz der Continental-Cup-Gesamtwertung. Bei den Nordischen Junioren-Skiweltmeisterschaften 2007 in Tarvis sprang sie auf Rang 30 im Einzelwettbewerb.
Bei den Österreichischen Meisterschaften 2008 in Oberstdorf gewann Steindl Bronze im Einzel. International konnte sie nicht mehr punkten und musste sich dem Leistungsdruck im österreichischen Team beugen. Sie konnte mit den Leistungen ihrer Teammitglieder nicht mithalten. Nachdem sie sich 2009 nach Abschluss ihres Abiturs am Skigymnasium Stams für das Studium entschied, trat sie mit dem Skispringen kürzer und beendete im August 2010 mit nur 19 Jahren offiziell ihre aktive Karriere.
Nach dem Ende der aktiven Karriere wird Steindl parallel zu ihrem Lehramts-Studium als Trainerin beim HSV Absam Bergisel arbeiten. Ihr Bruder Fabian Steindl ist als Nordischer Kombinierer aktiv.

## Erfolge

### Continental-Cup-Platzierungen
| Saison  | Platz | Punkte |
| ------- | ----- | ------ |
| 2006/07 | 57.   | 10     |